# Arkadij Tigaj
Arkadij Tigaj (russisk: Аркадий Григорьевич Тигай) (født 12. marts 1945 i Tjerkasy i Sovjetunionen) er en sovjetisk filminstruktør, skuespiller og manuskriptforfatter.

## Filmografi
- Lokh - pobeditel vody (Лох — победитель воды, 1991)[1][2]